# 藍喉金剛鸚鵡
藍喉金剛鸚鵡（學名：Ara glaucogularis，原先為）是棲息於玻利维亚東部一個名為小地區的獨有品種。時至2005年，野外的藍喉金剛鸚鵡相信只剩餘少於200隻。牠們消失的主要原因是為當地及國際鳥類貿易造成的非法偷捕活動，此外牧場發展砍伐了藍喉金剛鸚鵡棲息的樹木。動物園正進行許多的人工繁殖及保育計劃，以拯救藍喉金剛鸚鵡。
牠們並非棲息於森林，而是玻利維亞貝尼省（Beni）的草原，築巢於棕櫚樹叢中。
藍喉金剛鸚鵡重約750克，長約85厘米。翅膀及尾部呈亮麗的藍綠色，喉部呈藍色，胸部上方及腹部呈亮黃色。牠們有很大的喙、長尾巴及黃色的虹膜。藍喉金剛鸚鵡與藍黃金剛鸚鵡為競爭對手，但在巢穴爭奪上，藍喉金剛鸚鵡通常落敗。
人工繁殖藍喉金剛鸚鵡相對地容易，美國有很多的寵物藍喉金剛鸚鵡。
藍喉金剛鸚鵡現時被列入世界自然保護聯盟紅色名錄極危物種，並列於華盛頓公約附錄一及二。玻利維亞於1984禁止此品種的出口，但非法出口依然存在。現時未有機制限制國內的交易，保育團體仍正在努力保護藍喉金剛鸚鵡。
國際雀鳥聯盟（BirdLife International）（2004）Ara glaucogularis。2006年IUCN紅色名錄的極危物種，資料說明了此物種的生境範圍及被編入極危級別的原因

## 相片

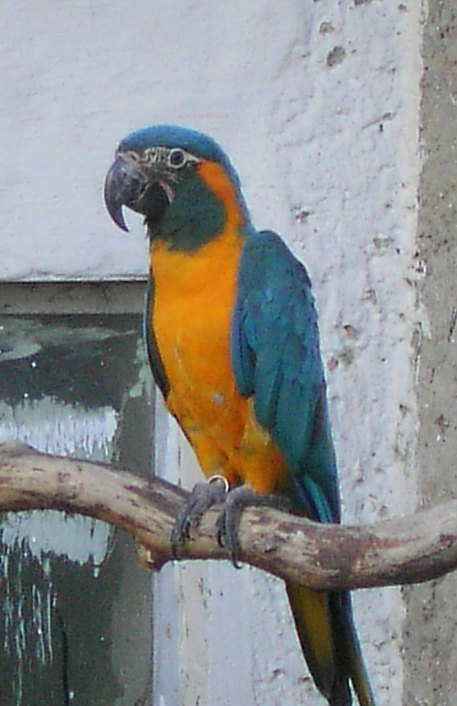
藍喉金剛鸚鵡

## 外部連結
- Araproject （页面存档备份，存于）
- ARKive - 藍喉金剛鸚鵡相片及影片
- 國際雀鳥聯盟物種說明 （页面存档备份，存于）
- SOE鵡林鸚雄 — 藍喉金剛鸚鵡